# Lato, kiedy umarł Hikaru
Lato, kiedy umarł Hikaru (jap. 光が死んだ夏 Hikaru ga shinda natsu) – manga autorstwa Mokumokuren, publikowana w serwisie Young Ace Up wydawnictwa Kadokawa Shoten od sierpnia 2021. W Polsce prawa do jej dystrybucji nabyło Studio JG.
W 2024 zapowiedziano, że studio CygamesPictures wyprodukuje serial anime. Jego premiera odbyła się w lipcu 2025.

## Fabuła
Yoshiki i Hikaru to dwaj nastoletni chłopcy mieszkający w małym miasteczku na japońskiej prowincji. Pomimo przeciwnych osobowości i różnych zainteresowań, łączy ich bliska przyjaźń. Jednak pewnego zimowego dnia Hikaru ulega śmiertelnemu wypadkowi podczas samotnej wędrówki po górach. Przed śmiercią napotyka tajemniczą, upiorną istotę, która go pochłania, a następnie przejmuje jego ciało. Ten „Hikaru” ma wszystkie uczucia i wspomnienia oryginału, ale jednocześnie pozostaje odrębną istotą, co Yoshiki szybko zauważa. Mimo to Yoshiki chce pozostać z „Hikaru”, jednak jego obca natura, a także inne upiorne istoty i łowcy na nie polujący mogą to uniemożliwić.

## Bohaterowie
- Hikaru Indo (jap. 忌堂 光 Indō Hikaru)

Seiyū: Shūichirō Umeda 
- Yoshiki Tsujinaka (jap. 辻中 佳紀 Tsujinaka Yoshiki)

Seiyū: Chiaki Kobayashi 
- Asako Yamagishi (jap. 山岸朝子 Yamagishi Asako)

Seiyū: Shūichirō Umeda 
- Rie Kurebayashi (jap. 暮林理恵 Kurebayashi Rie)

Seiyū: Wakana Kowaka 
- Tanaka (jap. 田中)

Seiyū: Chikahiro Kobayashi 
- Yuta Maki (jap. 巻ゆうた Maki Yūta)

Seiyū: Yoshiki Nakajima 
- Yuki Tadokoro (jap. 田所結希 Tadokoro Yuki)

Seiyū: Shion Wakayama 

## Manga
Pierwszy rozdział mangi został opublikowany 31 sierpnia 2021 w serwisie Young Ace Up. Następnie wydawnictwo Kadokawa Shoten rozpoczęło zbieranie rozdziałów do wydań w formie tankōbonów, których pierwszy tom ukazał się 4 marca 2022. Według stanu na 4 lipca 2025, do tej pory wydano 7 tomów.
Polski przekład mangi ukazuje się nakładem wydawnictwa Studio JG.
| Nr | Język japoński      | Język japoński         | Język polski     | Język polski           |
| Nr | Data wydania        | ISBN                   | Data wydania     | ISBN                   |
| -- | ------------------- | ---------------------- | ---------------- | ---------------------- |
| 1  | 4 marca 2022        | ISBN 978-4-04-112273-0 | 26 stycznia 2023 | ISBN 978-83-8257-077-9 |
| 2  | 4 października 2022 | ISBN 978-4-04-112960-9 | 16 czerwca 2023  | ISBN 978-83-8257-213-1 |
| 3  | 2 czerwca 2023      | ISBN 978-4-04-113700-0 | 6 marca 2024     | ISBN 978-83-8257-383-1 |
| 4  | 4 grudnia 2023      | ISBN 978-4-04-114339-1 | 14 czerwca 2024  | ISBN 978-83-8257-458-6 |
| 5  | 4 czerwca 2024      | ISBN 978-4-04-114997-3 | 6 maja 2025      | ISBN 978-83-8257-712-9 |
| 6  | 4 grudnia 2024      | ISBN 978-4-04-115608-7 | —                |                        |
| 7  | 4 lipca 2025        | ISBN 978-4-04-115682-7 | —                |                        |

## Powieść
Na bazie mangi powstała powieść napisana przez Mio Nukagę, która została wydana 4 grudnia 2023 nakładem wydawnictwa Kadokawa Shoten.

## Anime
Adaptacja anime została zapowiedziana 24 maja 2024. Później poinformowano, że będzie to serial telewizyjny wyprodukowany przez studio CygamesPictures. Za reżyserię i scenariusz odpowiadać będzie Ryōhei Takeshita, natomiast projektantem postaci i głównym reżyserem animacji został Yuichi Takahashi. Premiera odbyła się 6 lipca 2025 w stacji Nippon TV. Motywem otwierającym jest „Saikai” (jap. 再会) w wykonaniu Vaundy, natomiast końcowym „Anata wa kaibutsu” (jap. あなたはかいぶつ) autorstwa Tooboe. Prawa do dystrybucji serialu na całym świecie nabył Netflix.

### Lista odcinków
| № | Tytuł                                           | Premiera         |
| - | ----------------------------------------------- | ---------------- |
| 1 | Zastąpienie Daitaihin (代替品)                  | 6 lipca 2025     |
| 2 | Podejrzenie Giwaku (疑惑)                       | 13 lipca 2025    |
| 3 | Zaprzeczenie Kyozetsu (拒絶)                    | 20 lipca 2025    |
| 4 | Letni festiwal Natsumatsuri (夏祭り)            | 27 lipca 2025    |
| 5 | Perukowy duch Katsura no obake (カツラのオバケ) | 3 sierpnia 2025  |
| 6 | Asako (朝子)                                    | 10 sierpnia 2025 |

## Odbiór

### Sprzedaż
| Data         | 2022        | 2023      | 2023      | 2024      | 2024      |
| Data         | październik | czerwiec  | grudzień  | maj       | listopad  |
| ------------ | ----------- | --------- | --------- | --------- | --------- |
| Liczba sztuk | 550 000     | 1 400 000 | 1 900 000 | 2 100 000 | 3 000 000 |

### Opinie
Chanmei z Real Sound pochwaliła fabułę i postacie za ich emocjonalny charakter. Doceniła również kreskę, uznając, że doskonale współgra z historią. Tensako Miura z An An również wyraziła uznanie dla fabuły, głównych bohaterów oraz ilustracji, szczególną uwagę zwracając na wykorzystanie odcieni czerni w oprawie graficznej.

### Nagrody i wyróżnienia
W 2022 roku seria Lato, kiedy umarł Hikaru zajęła 11. miejsce w konkursie Next Manga Award w kategorii najlepsza manga internetowa. Był to także najpopularniejszy wybór wśród użytkowników języka tradycyjnego chińskiego. W poradniku Kono manga ga sugoi! (edycja 2023 roku) manga została uznana za najlepszą w kategorii dla czytelników płci męskiej. W tym samym roku uplasowała się również na 7. miejscu konkursu Tsutaya Comic Award; była też jednym z tytułów nominowanych do nagrody Manga Taishō. Znalazła się także na 29. miejscu listy „Książka Roku 2023” magazynu Da Vinci. W 2024 roku manga oraz jej autor, Mokumokuren, zostali nominowani do nagrody Eisnera w kategoriach: najlepsze amerykańskie wydanie materiału międzynarodowego – Azja oraz najlepszy scenarzysta/artysta. W tym samym roku seria była nominowana do nagrody Harveya w kategorii najlepsza manga.